# Державні свята Коморських Островів
Основне державне свято Коморських Островів відзначається 6 липня — День проголошення незалежності, річниця проголошення Палатою депутатів в односторонньому порядку в 1975 році Республіки Коморські Острови (РКО) у складі островів Анжуан, Великий Комор та Мохелі.
- 18 березня: Річниця смерті шейха аль-Кутб Саїда аль-Мааруфа.[1]
- 1 травня: День праці

## Релігійні
- Свято розговіння
- Курбан-байрам
- Мухаррам (Ісламський Новий рік)
- Ашура
- Різдво (25 грудня)